# Нокадзе
Нокадзе (Nokaze, яп. 野風) — ескадрений міноносець Імперського флоту Японії, який взяв участь у Другій світовій війні.
Корабель, який став тринадцятим (за датою закладання) серед есмінців типу «Мінекадзе», спорудили у 1922 році на верфі ВМФ у Майдзуру.
Після початку Другої японо-китайської війни корабель в 1938—1939 роках залучали до патрулювання біля узбережжя Північного та Центрального Китаю.
Станом на грудень 1941-го Нокадзе належав до 1-ї дивізії ескадрених міноносців, яка підпорядковувалась військово-морському округу Омінато (Ominato Guard District). Протягом більш ніж трьох років есмінець діяв у північній зоні, займаючись патрульно-ескортною службою на Хоккайдо та Курильських островах, при цьому з кінця 1942-го його стали залучати до виконання аналогічних завдань біля східного узбережжя Хонсю — аж до Йокосуки на півдні.
У липні 1943-го Нокадзе та два інші есмінці 1-ї дивізії (четвертий перебував у цей час на ремонті) перебували в готовності до підтримки евакуації гарнізону з Киски (один з двох островів, захоплених японцями у червні 1942-го на заході Алеутського архіпелагу), втім, їх допомога не знадобилась.
З 21 грудня 1943 по 2 лютого 1944 корабель пройшов ремонт у Омінато (важлива база ВМФ на північному завершенні Хонсю).
2 травня 1944-го Нокадзе наскочив на риф. Хоча за три доби його зняли звідти, проте внаслідок пошкоджень максимальна швидкість корабля скоротилась до 16 вузлів.
9 вересня 1944-го Нокадзе вийшов для допомоги есмінцю «Намікадзе», торпедованому підводним човном у Охотському морі. З 11 по 13 вересня Нокадзе охороняв проведення пошкодженого корабля на буксирі до Отару (західне узбережжя Хоккайдо), яке здійснював ще один есмінець «Камікадзе» (прибув до місця подій дещо раніше). Після цього 21 грудня Нокадзе став на ремонт у Омінато, а 13 січня 1945 вийшов звідси до Куре.
26 січня 1945-го Нокадзе разом з есмінцем «Камікадзе» вийшли з японського порту Моджі для супроводу конвою HI-91 (мав намір пройти до Сінгапура). 29 січня один з транспортів та фрегат охорони були потоплені підводним човном, а «Камікадзе» провів порятунок вцілілих. Після цього обидва есмінці відокремились від конвою та попрямували до корейського порту Чінкай (наразі частина міста Чханвон), а 29 січня — 3 лютого вони здійснили перехід звідси до Кіруну (наразі Цзілун на Тайвані). Невдовзі їх вирішили залучити до операції з виводу до Японії 2 лінкорів-авіаносців, що перебували в Сінгапурі. 11 лютого Нокадзе та «Камікадзе» прибули до Мако (база на Пескадорських островах у південній частині Тайванської протоки), а 14 лютого приєднались до охорони зазначених лінкорів (вийшли з Сінгапуру 10 лютого). Ввечері 15 лютого загін досягнув островів Мацзу біля узбережжя материкового Китаю в північній частині Тайванської протоки, де Нокадзе та «Камікадзе»  мав замінити есмінець «Сіокадзе». Після цього 2 есмінці попрямували до Мако та прибули туди вранці 16 числа.
Ввечері 16 лютого 1945-го Нокадзе та «Камікадзе» рушили до Сінгапуру. Вночі 20 лютого за сотню кілометрів на північний схід від бухти Камрань (центральна частина в'єтнамського узбережжя) підводний човен USS Pargo дав по Нокадзе чотириторпедний залп. Після влучання однієї торпеди есмінець вибухнув, був розірваний навпіл та затонув. 209 членів екіпажу загинули, але «Камікадзе» зміг підібрати 21 вцілілого моряка.
Нокадзе став останнім із 39 японських есмінців, потоплених американськими підводними човнами під час Другої світової війни.